# Quirguistão na Universíada de Verão de 2021
O Quirguistão participou da Universíada de Verão de 2021, que aconteceu em Chengdu, na China, entre 28 de julho e 8 de agosto de 2023.
Foram 16 atletas — 12 masculinos e quatro femininos — em cinco modalidades olímpicas.

## Competidores
Estas foram as modalidades e atletas que disputaram a edição:
| Esporte       | Masculino | Feminino | Total |
| ------------- | --------- | -------- | ----- |
| Atletismo     | 2         | 1        | 3     |
| Judo          | 6         | 0        | 6     |
| Taekwondo     | 2         | 1        | 3     |
| Tiro          | 0         | 2        | 2     |
| Tênis de mesa | 2         | 0        | 2     |
| Total         | 12        | 4        | 16    |

## Medalhas

### Medalhistas
Este foi o medalhista desta edição:
| Medalha | Esporte   | Atleta                | Prova              |
| ------- | --------- | --------------------- | ------------------ |
| Bronze  | Atletismo | Nursultan Keneshbekov | Masculino – 5 000m |

### Por modalidade
Esta foi a medalha por modalidade nesta edição:
| Esporte   | Medalha de ouro | Medalha de prata | Medalha de bronze | Total de medalhas |
| --------- | --------------- | ---------------- | ----------------- | ----------------- |
| Atletismo | 0               | 0                | 1                 | 1                 |
| Total     | 0               | 0                | 1                 | 1                 |